# Esplanada Elisabeta din Iași
Esplanada Elisabeta din Iași este o lucrare de amenajare a spațiului public situată în zona cunoscută sub numele de Râpa Galbenă, o zonă cu o diferență de nivel importantă aflată la baza Dealului Copou. A fost construită la sfârșitul secolului al XIX-lea - începutul secolului al XX-lea pentru a facilita circulația pietonilor între zona Gării din Iași, Dealul Copou și zona centrală a orașului.
Esplanada Elisabeta a fost inclusă pe Lista monumentelor istorice din județul Iași din anul 2015, având codul de clasificare  IS-II-m-B-04014.

## Râpa Galbenă
Locul cunoscut de ieșeni sub numele de Râpa Galbenă (sau Râpa Muntenimii, Râpa Mare) este o zonă cu o importantă diferență de nivel situată la poalele dealului Copou. Terenul zonei este argilos, fiind străbătut de numeroase izvoare subterane care coboară de pe Copou în drumul lor spre șesul Bahluiului. Mult timp în această zonă au existat exploatări de argilă pentru construcții sau olărit, argila extrasă aici fiind folosită la doar câteva sute de metri distanță, într-un cartier al olarilor situat aproximativ pe locul actualei Piețe a Unirii.
În apropierea acestei zone, la doar câteva sute de metri înspre Păcurari, a ființat prima grădină botanică din Iași, realizare a medicului și naturalistului Anastasie Fătu, membru al Academiei Române. În 1856 acesta a înființat, pe un teren al cărui proprietar era, o grădină botanică ce a existat timp de 30 de ani, până la moartea sa. Urmașii academicianului au vândut însă terenul iar grădina botanică s-a destrămat, o parte din plante fiind transferate în noua grădină botanică înființată lângă Casa Roset, unde se afla sediul Societății de Medici și Naturaliști din Iași, azi Muzeul de Istorie Naturală. Singurele urme care mai amintesc de existența ei sunt numele străzilor din zona (Strada Florilor și Stradela Florilor) precum și casa lui Anastasie Fătu de pe Str. Florilor 1, clasată monument istoric ( IS-II-m-B-03876).

## Construcția Esplanadei
Deschiderea liniei de cale ferată Pașcani-Iași și inaugurarea Gării Iași, la 20 mai/1 iunie 1870, precum și construirea clădirii Vămii și a antrepozitelor de lângă Gară (cunoscute acum sub numele de „Vama Veche”) au impulsionat activitatea economică din zonă, impunând căutarea de soluții pentru sistematizarea și asanarea zonei.
Nicolae Gane, de mai multe ori primar al Iașului, a fost primul care a propus în 1897, în cel de-al treilea mandat, un proiect de asanare a zonei ce urma să fie realizat pe o veche proprietate a familiei Gane, moștenită de la clucerul Ioniță Gane. Planurile sistemului de canalizare au fost realizate de inginerul șef Charles Chaugneau din cadrul Serviciului Tehnic al Primăriei, iar proiectul esplanadei de arhitectul Inginio Vignali.
Proiectul a fost aprobat de Consiliul Comunal la 3 martie 1898 și apoi de Ministerul de Interne și Consiliul Tehnic Superior. Deși realizarea proiectului s-a lovit de dificultățile în obținerea fondurilor necesare, în august 1898 lucrările de amenajare a canalelor (care urmau să deverseze în Bahlui apa izvoarelor subterane captate în zonă) erau deja în curs, amploarea lor necesitând crearea de noi străzi: Regimentul 13 (astăzi strada Silvestru) și Grivița (acum Străpungerea Silvestru).
În ciuda problemelor tehnice și a frecventelor schimbări de primar, reflectând schimbările guvernamentale ale vremii, lucrările au continuat, zidul și scările fiind terminate prin noiembrie 1900. Recepția provizorie a lucrării a fost realizată la 1 martie 1901 și, după lucrările de finisare, primarul Constantin B. Pennescu (1901-1904) realiza recepția definitivă la 7 martie 1902. Lucrările de asanare a terenului realizate cu această ocazie au permis și crearea unei mari grădini publice pe partea dreaptă a bulevardului care cobora în linie dreaptă de la esplanadă până la Gară.
Terenul fiind însă în continuare instabil, lucrări periodice de consolidare a terenului și reparații au fost necesare. Rezolvarea acestor probleme a venit doar odată cu aprobarea proiectului Regionalei CFR Iași de a construi un ansamblu de locuințe pe terenul grădini publice. Noi lucrări de consolidare a terenului au fost necesare și abia la 20 decembrie 1925 a fost inaugurat Căminul Cultural C.F.R. Râpa Galbenă și ansamblul de pavilioane care îl înconjoară, ansamblu clasat monument istoric (cod LMI IS-II-a-B-03892).
| | |
| Priveliștea ce putea fi văzută de pe terasa Esplanadei Elisabeta. În primul plan se observă scara din dreapta, strada Elisabeta (ce vine dintre mahalaua Păcurari, din dreapta imaginii) și strada Ferdinand ce duce către Gara Iași care se vede în fundal. | Vederea actuală de pe aproximativ același loc. În prim plan se observă ansamblul urbanistic „Pavilioanele CFR” care a înlocuit parcul situat în partea dreaptă a străzii Ferdinand. |

## Arhitectura

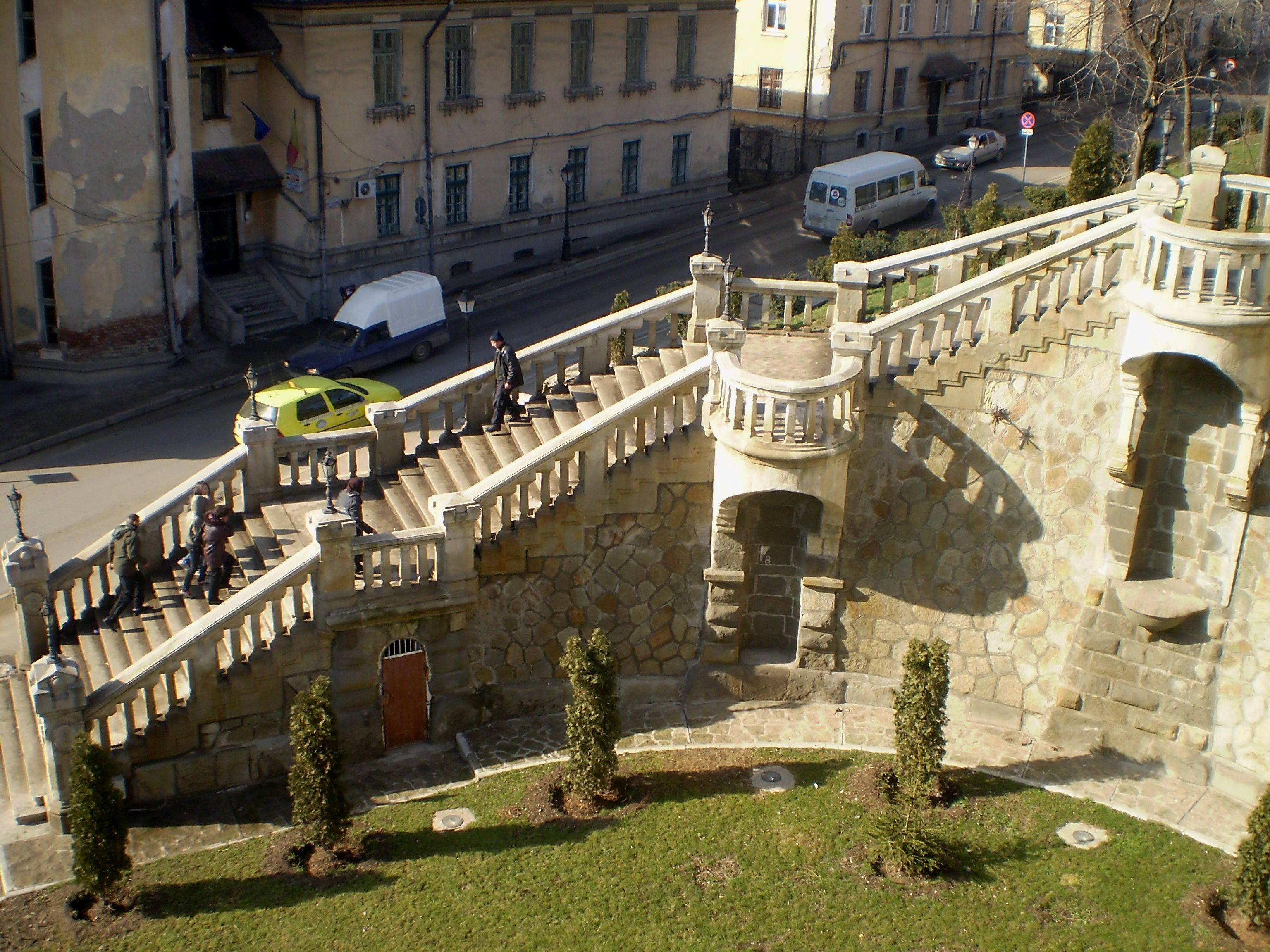
Esplanada Elisabeta, scara monumentală din dreapta.

Lucrarea, ce a permis stabilizarea terenului și facilitarea accesului pietonal la zona centrală a orașului, este compusă dintr-un corp central de formă semicirculară cu o terasă superioară încadrată de două scări monumentale în arc de cerc. Aceste trei structuri delimitează la nivelul inferior o mică gradină ce pune în valoare minicascada situată pe fațada corpului central. Fiecare din cele două scări are, în partea interioară, trei balconașe ce surplombează fiecare câte o nișă.
În momentul construcției, Esplanada Elisabeta oferea o frumoasă priveliște spre turnul Vămii și impunătoarea clădire a Gării. Urcând scările de la Râpa Galbenă, călătorii ce se opreau în Iași puteau ajunge la cunoscutele hoteluri din zonă: Hotelul Bejan, la doi pași de esplanadă, Hotelul Binder sau Hôtel d'Angleterre și Jockey Club.

## Imagini

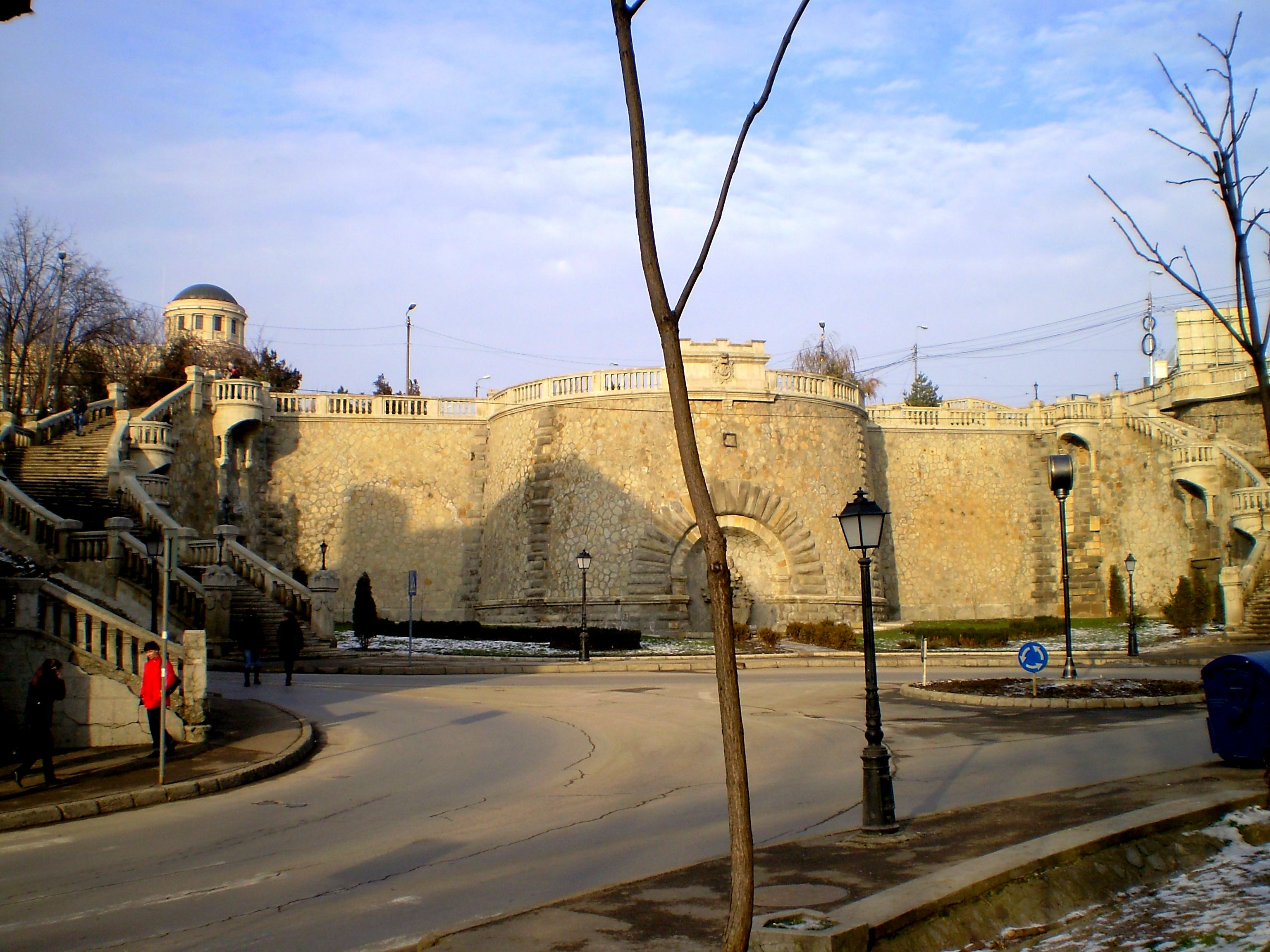
Esplanada Elisabeta văzută de pe Strada Gării
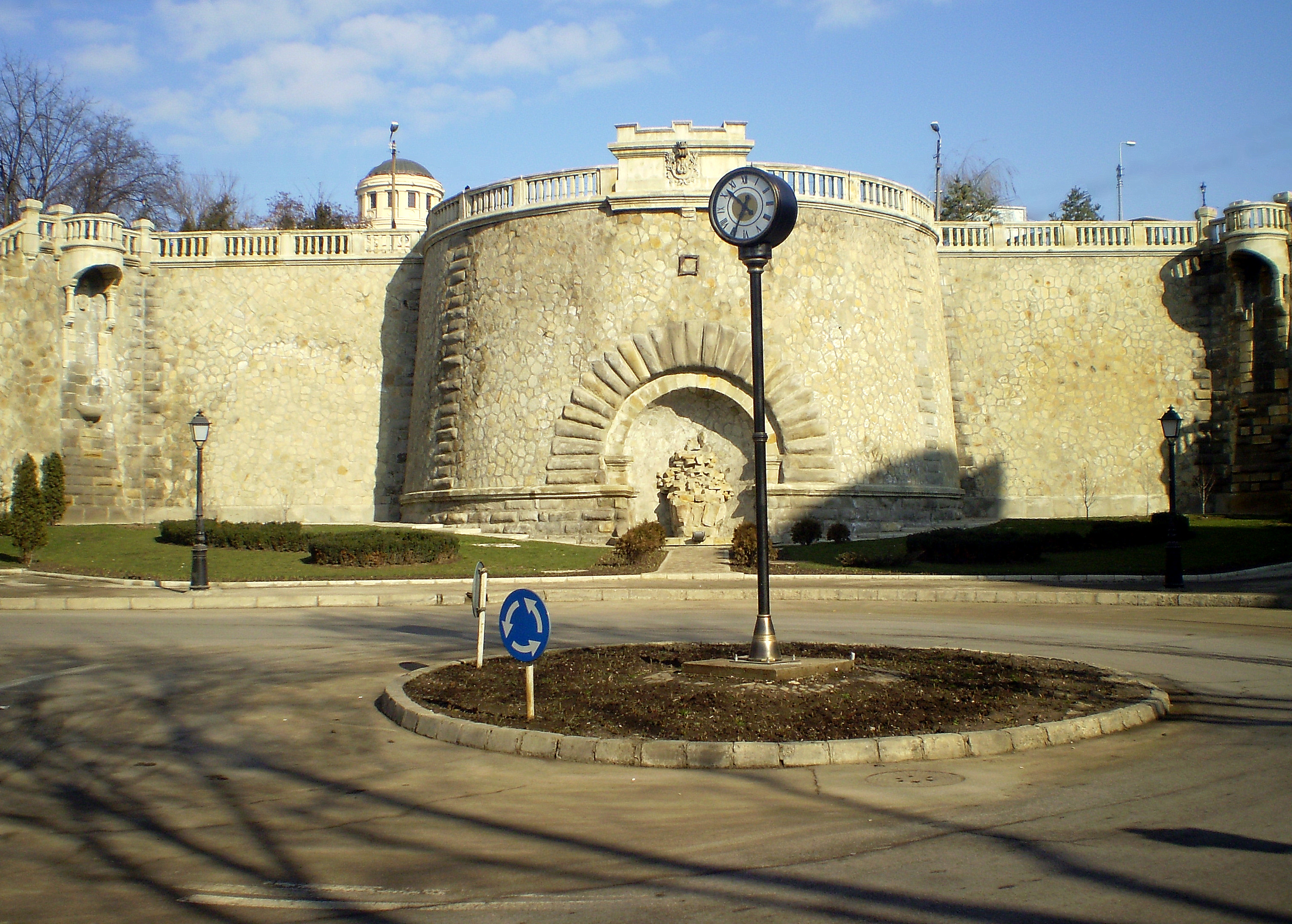
Esplanada Elisabeta văzută de pe Strada Gării
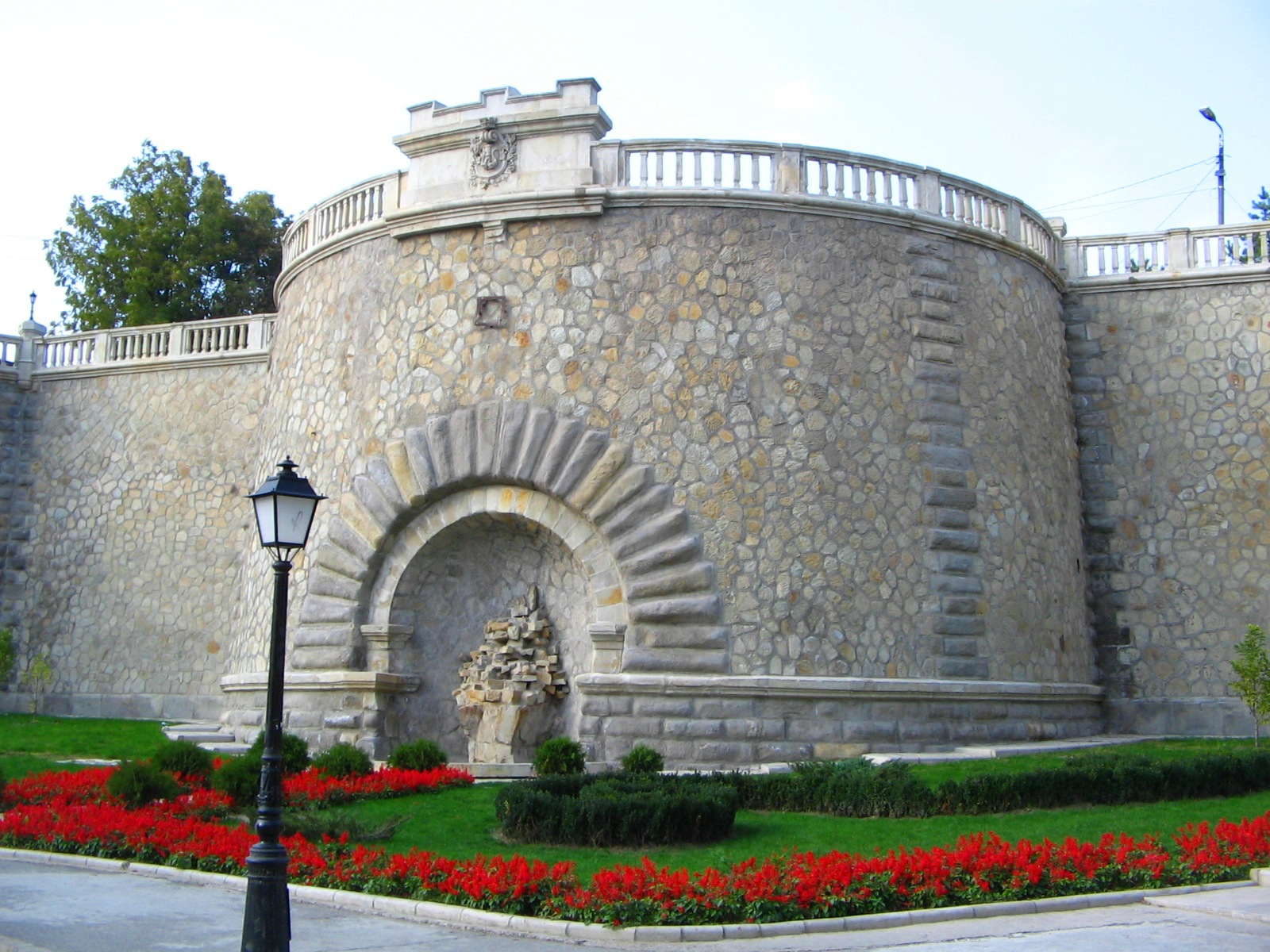
Esplanada Elisabeta, terasa centrală
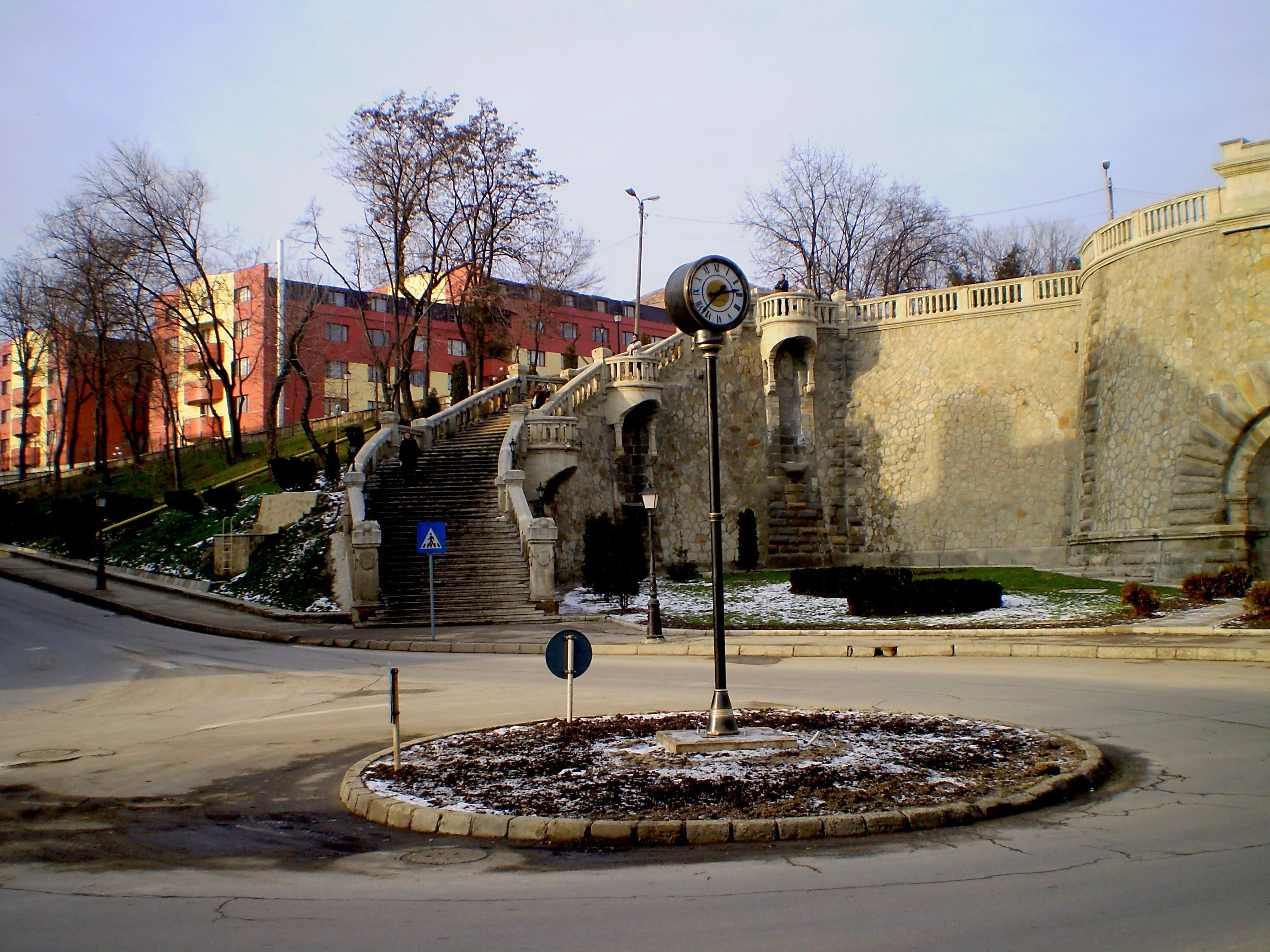
Esplanada Elisabeta, scara monumentală din dreapta
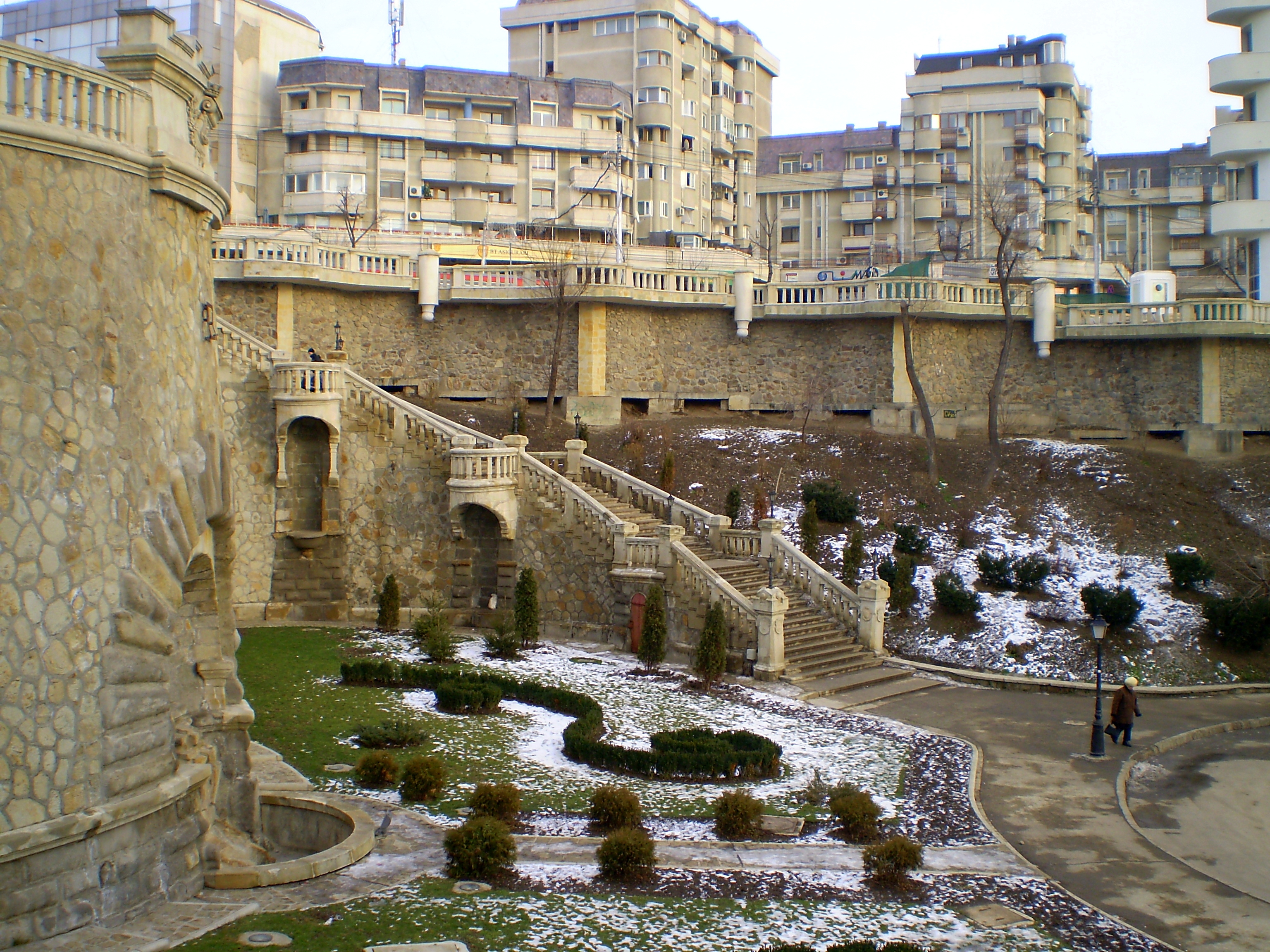
Esplanada Elisabeta, scara monumentala din stânga
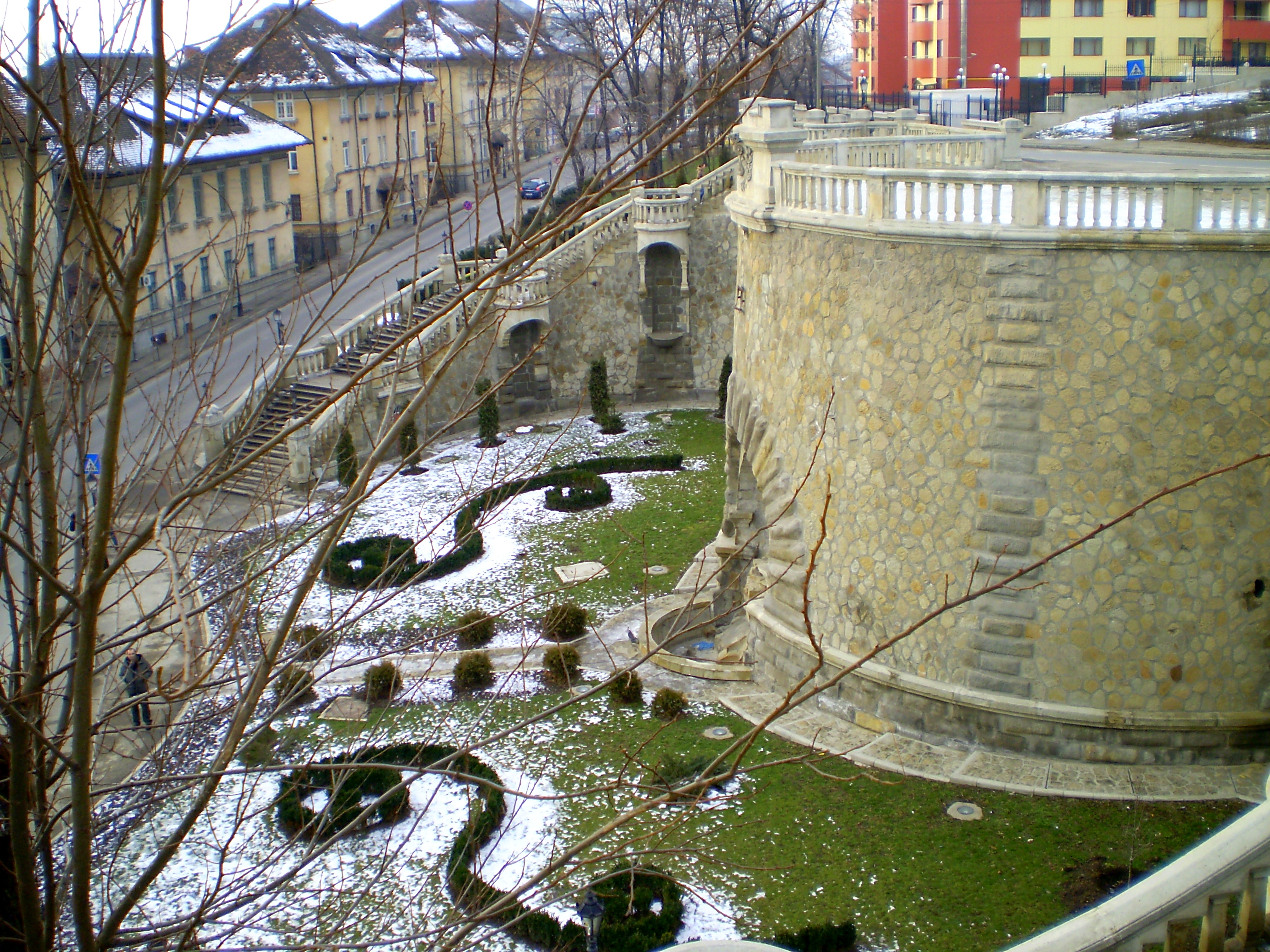
Esplanada Elisabeta
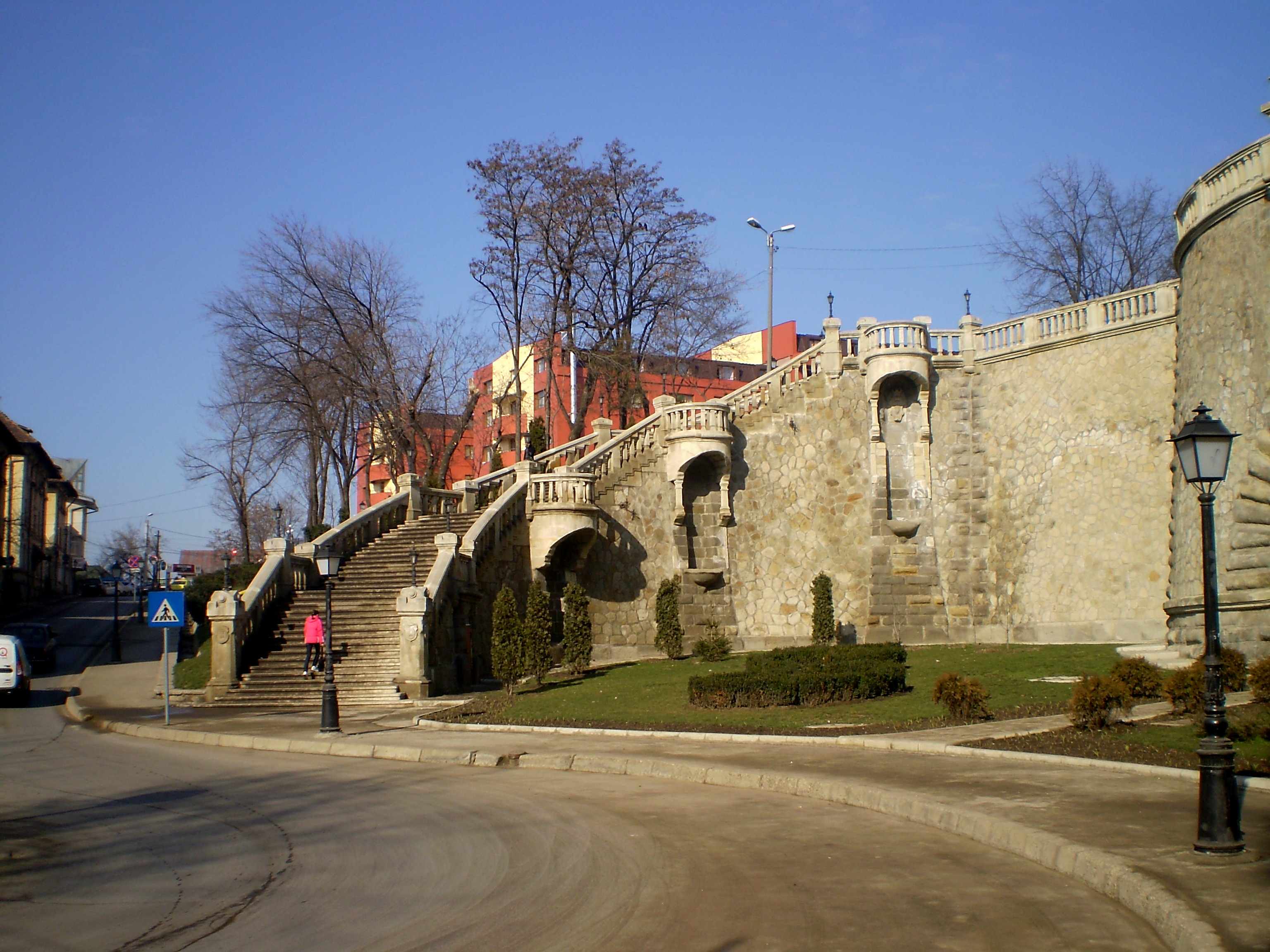
Esplanada Elisabeta, scara monumentala din dreapta